# Natisha Hiedeman
Natisha Hiedeman (ur. 10 lutego 1997 w Green Bay) – amerykańska koszykarka, występująca na pozycji rozgrywającej, obecnie zawodniczka Minnesota Lynx, w WNBA.

## Osiągnięcia
Stan na 18 czerwca 2022, na podstawie, o ile nie zaznaczono inaczej.
NCAA
- Uczestniczka rozgrywek:
  - II rundy turnieju NCAA (2018, 2019)
  - turnieju NCAA (2017–2019)
- Mistrzyni:
  - turnieju konferencji Big East (2017)
  - sezonu regularnego Big East (2018, 2019)
- Koszykarka roku Big East (2019)
- Zaliczona do:
  - I składu:
    - Big East (2019)
    - najlepszych pierwszorocznych zawodniczek Big East (2016)

  - składu:
    - honorable mention:
      - All-American  (2019)
      - Big East (2017)

    - Big East All-Academic (2018)

WNBA
- Wicemistrzyni WNBA (2019)
- Finalistka pucharu WNBA Commissioner’s Cup (2021)[2]

Indywidualne
- Liderka w asystach ligi szwedzkiej (2020)